# Giovanni Antonio Petrucci

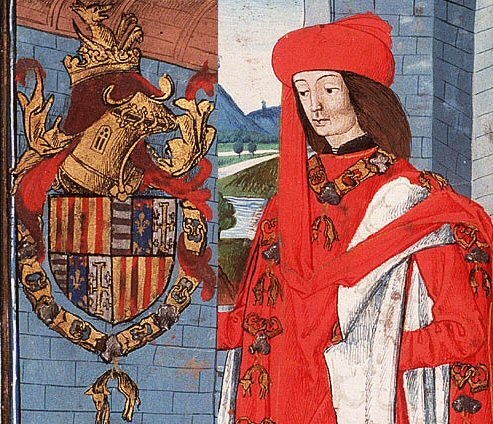
Koning Ferdinand I van Napels. Hij liet zijn secretaris Petrucci onthoofden.

Giovanni Antonio Petrucci (1456 – Napels, 1486) was een edelman in het koninkrijk Napels ten tijde van het bestuur van Ferdinand I van Napels, ook bekend als Ferrante van het Huis Trastamara uit Aragon. Deze laatste liet Petrucci onthoofden na de opstand der baronnen (1485).

## Levensloop
Petrucci was de tweede zoon van Antonello Petrucci en Elisabetta Vassallo. Petrucci volgde zijn vader op als secretaris van het hof van koning Ferdinand I. Hij kwam er in contact met humanistische geleerden, zodat hij zich toelegde op de studie van de Italiaanse taal en de literatuur uit de Klassieke Oudheid. Van zijn vader kreeg Petrucci de titel van graaf van Policastro, een van de lenen die zijn vader bezat. Bovendien organiseerde zijn vader het huwelijk met Sveva Sanseverino, kleindochter van de prins van Salerno, een vooraanstaande edelman in Napels.
In 1485 kwamen de edelen van het koninkrijk Napels in opstand tegen koning Ferdinand I. De opstand is bekend als de opstand der baronnen. Zijn vader en zijn oudere broer Francesco werden opgepakt, alsook de prins van Salerno en andere edelen. Petrucci's macht was in vrije val en ook hij werd opgepakt; al zijn titels werden hem ontnomen. In de gevangenis schreef hij een Canzoniere. Dit bestond uit 83 sonnetten. Inhoudelijk schreef hij sombere gedachten neer, met christelijke commentaren over de zondigheid in de wereld. In 1486 werd hij samen met broer onthoofd; zijn vader werd in 1487 onthoofd.